# 葉利內
52°1′13″N 31°58′32″E / 52.02028°N 31.97556°E
葉利內（羅馬化：Yeline）是烏克蘭北部的村莊，隸屬切爾尼希夫州的科留基夫卡區。該村始建於1709年，面積5.6平方公里，海拔高度125米，2023年人口150，人口密度每平方公里68.4人。